# إيغدر سفلي
إيغدر سفلي (بالفارسية: ایگدر سفلی) هي قرية تقع في غلستان في إيران. يقدر عدد سكانها بـ 2,318 نسمة .